# 藤岡茜
藤岡 茜（ふじおか あかね、1990年〈平成2年〉12月30日 - ）は、日本のタレント、気象キャスター。元ウェザーニューズ所属。愛称はあかねん、あかねちゃん、天使。

## 略歴・人物
身長160センチメートル、B78・W58・H88。
大阪市立天王寺中学校、大阪府立清水谷高等学校卒。龍谷大学短期大学部で福祉などを学んだ後、より広い視野で学びたいと龍谷大学経済学部へ編入し、2013年卒業。東京のメーカーに勤務後、2014年よりウェザーニューズのSOLiVE24のキャスターを勤めた。

### 芸能界入り
以前は、Y・M・Oに所属していた。芸能人女子フットサルチーム「FANTASISTA」に所属していたが、2007年7月をもって退団。大阪在住のためFANTASISTAの試合、イベントがある度に上京していた。

### その他活動
- 2011年11月 第七回隨心院ミス小野小町コンテストにおいてミス小野小町に決定[3]。
- その他、今宮戎の「福娘」や、愛染まつりの「愛染娘」に選ばれる。

### ウェザーニュースキャスター
- 2014年4月1日、『Weathernews LiVE』にてお披露目された。[4]。
- 2014年4月14日、ウェザーニュースキャスターとしてデビュー[5][6][7]。同期は松雪彩花。気象情報番組「SOLiVE24」を中心に活動。
- 2018年3月30日、SOLiVEアフタヌーンの出演をもって、ウェザーニュースキャスターを退任した[8]。

### 人物
- 長女。弟が二人いる。大阪に住んでいる父は教師。（2018年2月現在）
- ペットは亀の「かめ太」。犬派、猫派で言うと猫派。ちなみに犬は飼ったことがない。
- 趣味は神社・仏閣巡りと御朱印収集、ダムカード収集。スタバのタンブラー等、収集癖がある。
- 小学校5年生の時に兵庫県のハチ高原に林間学校で行った。
- 動物園と水族館では水族館の方を好む。水族館にいる魚たちの気持ちを考えるのが好き。（グソクムシを除く）
- 苦手な食べ物はキノコ・貝類（カキフライに挑戦予定）。
- 好物はイチゴ・餃子。ほとんどの食べ物に牛乳を併せる癖がある。ぬるい牛乳が苦手で膜が張るまで熱いか「つめつめ冷たい」牛乳がベストとのこと。鍋には必ずマロニーを入れる。コンビニの中華まんではピザマンが好物。ラーメンはバリカタなどの硬い麺が好き。卵が入った料理は最初に潰すタイプ。お弁当で一番好きな具はポークビッツ。花見などで屋台が出てると、まずベビーカステラを真っ先に探し食べながら他の屋台を物色する。
- パン屋さんでアルバイトをしていた時に、消費期限に厳しく余ったら持ち帰ることができるフルーツサンドイッチが売れないことを願いながら仕事をしていた。
- いちご狩りにマイ練乳を持ち込んだことがある。
- 家で作るたこ焼きではチーズ、ウインナー、キムチ、ツナマヨなどを好んで入れる。
- 子供のことを「子供ちゃん」と呼ぶ。「ほっ」、「ほぅ」、「〜なわけですよ」などが口癖。
- 家ではメガネを使用。
- ローマ数字を読むのが苦手。ゲームは全くしない。
- バレンタインのチョコは義理チョコでも買う派より作る派。きのこの山とたけのこの里ではたけのこの里派。ビスコも大好きで自分のカバンの中に常備しており、いつでも取り出して食べられるようになっている。
- 一番嫌いなのはコスプレ。実際、SOLiVE24時代にハロウィン企画で魔女の格好をした時も「これは仮装であってコスプレじゃない」と完全否定したほどに嫌い。

## 出演作品
テレビ
- アイドルレボリューション（tvk）
- 恋するフットサル（フジテレビ）
- この差って何ですか?（2018年3月13日、TBS）「どう使い分ければ良いの！？天気と天候」のVTRにSOLiVE24のアーカイブ出演。

CM
- かおりちゃん緑茶（宇治森徳）
- ミキハウス
- ワンダーガーデン
- 茜丸本舗

舞台
- オリジナルミュージカル

SOLiVE24
- SOLiVE サンセット
- SOLiVE ナイト
- SOLiVE サンシャイン
- SOLiVE コーヒータイム
- SOLiVE アフタヌーン
- SOLiVE イブニング
- SOLiVE ムーン